# 무쓰쓰루다역
무쓰쓰루다역(일본어: 陸奥鶴田駅)은 일본 아오모리현 기타쓰가루군 쓰루타정에 위치한 동일본 여객철도 고노 선의 철도역이다. 단선 승강장 1면 1선의 구조를 갖춘 지상역이다.

## 이용 현황
| 승차 인원 추이 | 승차 인원 추이 |
| 연도           | 1일 평균       |
| -------------- | -------------- |
| 2000           | 290            |
| 2001           | 295            |
| 2002           | 292            |
| 2003           | 259            |
| 2004           | 230            |
| 2005           | 223            |
| 2006           | 216            |
| 2007           | 200            |
| 2008           | 185            |
| 2009           | 180            |
| 2010           | 206            |
| 2011           | 212            |
| 2012           | 209            |
| 2013           | 207            |
| 2014           | 201            |

## 역 주변
- 국도 제339호선
- 쓰루타 정청

## 역사
- 1918년 9월 25일 : 무쓰 철도의 역으로서 개업.
- 1986년 11월 1일 : 교환 설비 철거, 간이 위탁화.
- 1987년 4월 1일 : 일본국유철도 분할 민영화에 의해, 동일본 여객철도가 승계.
- 1990년대 : 역사에 있던 키오스크 철거.
- 1999년 1월 26일 : 쓰루타 정 커뮤니티 플라자 병설의 신 역사가 완성 · 공용 개시. 동시에 구 역사 철거.
- 2004년 3월 20일 : 임시 쾌속 '리조트 시라카미'의 이 역 정차 개시.

## 인접 역
| 동일본 여객철도 고노 선      | 동일본 여객철도 고노 선 | 동일본 여객철도 고노 선 |
| ---------------------------- | ----------------------- | ----------------------- |
| 고쇼가와라 히가시노시로 방면 | 고노 선                 | 쓰루도마리 가와베 방면  |